# アブー・ザカリーヤー1世
アブー・ザカリーヤー1世（アラビア語: أبو زكريا يحيى بن حفص Abu Zakariya Yahya I ben Abd al-Wahid、? - 1249年）は、イフリーキヤ（現在のチュニジア、アルジェリア東部）を支配したハフス朝の建国者（在位：1228年 - 1249年）。
12世紀のイスラム宗教運動家イブン・トゥーマルトの門弟であるハフス・イブン・ウマルの孫にあたる。

## 略歴

### 独立以前
祖父のハフス・イブン・ウマル、アブー・ザカリーヤー1世の父であるアブドゥル・ワーヒドはムワッヒド朝の下でイフリーキヤの総督を務めていた。アブドゥル・ワーヒドはムワッヒド朝の副王に相当する権限を持ち、1207年から1221年までの間イフリーキヤを統治していた。
若年時、アブー・ザカリーヤーはセビリアの太守を務め、1223年にイフリーキヤのチュニスに移住する。1228年に総督に就任し、イフリーキヤの支配権を掌握したザカリーヤーが総督に就任した直後、1229年にムワッヒド朝の君主（アミール・アルムーミニーン）イドリース・マアムーンがイブン・トゥーマルトがムワッヒド運動で掲げたタウヒード思想を公式に否定する事件が起き、ムワッヒド朝内部の人間の多くがマアムーンの宣言に否定的である中、ザカリーヤーはトゥーマルトの教義とムワッヒド運動の精神を守るという大義名分を掲げて金曜礼拝のフトバからマアムーンの名前を削り、同1229年に独自にアミールの称号を名乗った。1236年よりフトバに自分の名前を入れ、ムワッヒド朝からの独立の意思を表明した。独立の経緯より、ザカリーヤーはムワッヒド朝の政治的権威は否定したがムワッヒドの教義自体は認めており、モロッコやアンダルスの各地にもハフス朝の正当性を認める者が現れる。

### 勢力の拡大
12世紀よりイフリーキヤではムラービト朝の後継勢力であるガーニヤ族がムワッヒド朝に抵抗を続けていたが、1233年にアブー・ザカリーヤーはガーニヤ族の指導者ヤフヤーを捕らえ、1234年までにガーニヤ族の反乱を鎮圧する。
ザカリーヤーはコンスタンティーヌ、ビジャーヤ、アルジェなどのイフリーキヤの主要都市を占領し、東方のトリポリタニアの全沿岸部を支配下に置いてハフス朝の基礎を築く。1242年にザイヤーン朝の首都トレムセンを占領し、ザイヤーン朝の王ヤグムラーサン・イブン・ザイヤーンに臣従を誓わせてトレムセンを返還した。ハフス朝と同じくムワッヒド朝から独立したマリーン朝とナスル朝も彼の宗主権を認め、かつてのザカリーヤーの任地だったセビリアは1242年から1246年の間ハフス朝から派遣された総督を受け入れていた。
政治的安定の訪れたイフリーキヤにはプロヴァンス、カタルーニャ、イタリア半島の都市国家から商人が訪れる。シチリアを統治する神聖ローマ皇帝フリードリヒ2世と友好的な関係を築き、1239年に神聖ローマ帝国への貢納と引き換えに、海上交易とシチリア産の小麦を輸入する権利を得る協定を結んだ。

## 建築事業

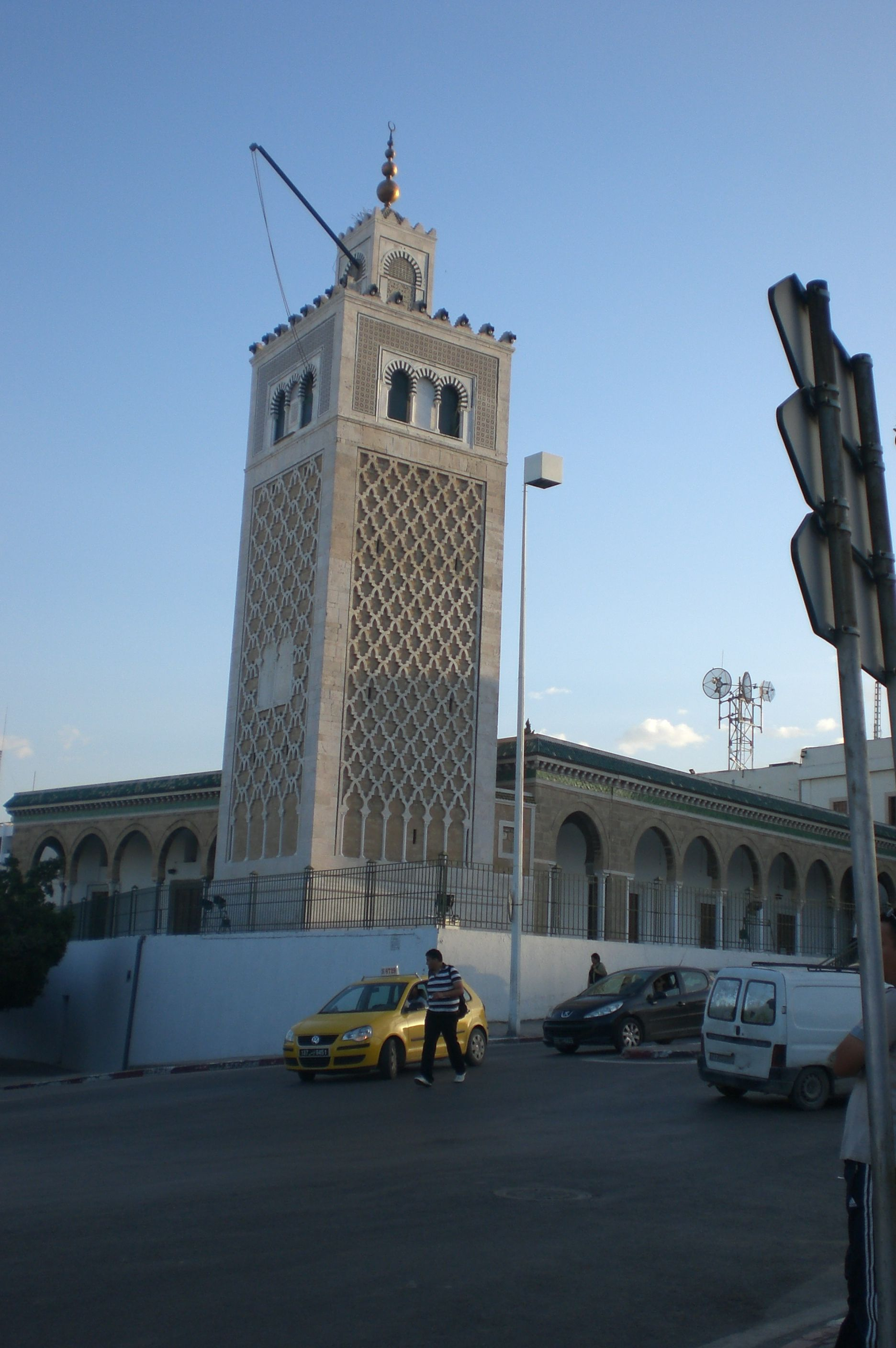
チュニスの大モスク

ハフス朝が首都としたチュニスは、ムワッヒド朝の時代は城砦だったが、アブー・ザカリーヤーはチュニスの開発を進め、小規模な政治都市に発展させた。ザカリーヤーによる建築物としては、1240年頃にザイドゥーナ大モスクの近くに建設したアッ＝シャンマイーヤ・マドラサが知られている。